# Миловчичі
Миловчичі (хорв. Milovčići) — населений пункт у Хорватії, у Приморсько-Горанській жупанії у складі громади Малинська-Дубашниця.

## Населення
Населення за даними перепису 2011 року становило 124 осіб.
Динаміка чисельності населення поселення:

## Клімат
Середня річна температура становить 14,11 °C, середня максимальна – 27,02 °C, а середня мінімальна – 1,75 °C. Середня річна кількість опадів – 1219 мм.
| Клімат поселення                              | Клімат поселення | Клімат поселення | Клімат поселення | Клімат поселення | Клімат поселення | Клімат поселення | Клімат поселення | Клімат поселення | Клімат поселення | Клімат поселення | Клімат поселення | Клімат поселення | Клімат поселення |
| Показник                                      | Січ.             | Лют.             | Бер.             | Квіт.            | Трав.            | Черв.            | Лип.             | Серп.            | Вер.             | Жовт.            | Лист.            | Груд.            |                  |
| Середній максимум, °C                         | 9,89             | 10,30            | 13,21            | 16,20            | 21,22            | 25,25            | 27,02            | 26,88            | 22,50            | 18,03            | 13,23            | 10,32            |                  |
| Середня температура, °C                       | 5,81             | 6,23             | 9,15             | 12,13            | 17,15            | 21,17            | 23,62            | 23,51            | 19,11            | 14,65            | 9,85             | 6,93             |                  |
| Середній мінімум, °C                          | 1,75             | 2,16             | 5,08             | 8,05             | 13,07            | 17,11            | 20,24            | 20,12            | 15,71            | 11,24            | 6,44             | 3,53             |                  |
| Норма опадів, мм                              | 102              | 82               | 83               | 85               | 80               | 89               | 50               | 75               | 134              | 159              | 155              | 125              |                  |
| Середньомісячна швидкість вітру, м/с          | 2.88             | 3.01             | 3.08             | 2.90             | 2.60             | 2.50             | 2.50             | 2.50             | 2.60             | 2.81             | 3.13             | 3.10             |                  |
| Середньомісячна сонячна радіація, кДж/м²·день | 4512             | 7282             | 10669            | 15197            | 19606            | 21280            | 22679            | 19588            | 14244            | 9215             | 4956             | 3791             |                  |
| --------------------------------------------- | ---------------- | ---------------- | ---------------- | ---------------- | ---------------- | ---------------- | ---------------- | ---------------- | ---------------- | ---------------- | ---------------- | ---------------- | ---------------- |
| Джерело:                                      |                  |                  |                  |                  |                  |                  |                  |                  |                  |                  |                  |                  |                  |